# Tuschemlja-Kultur

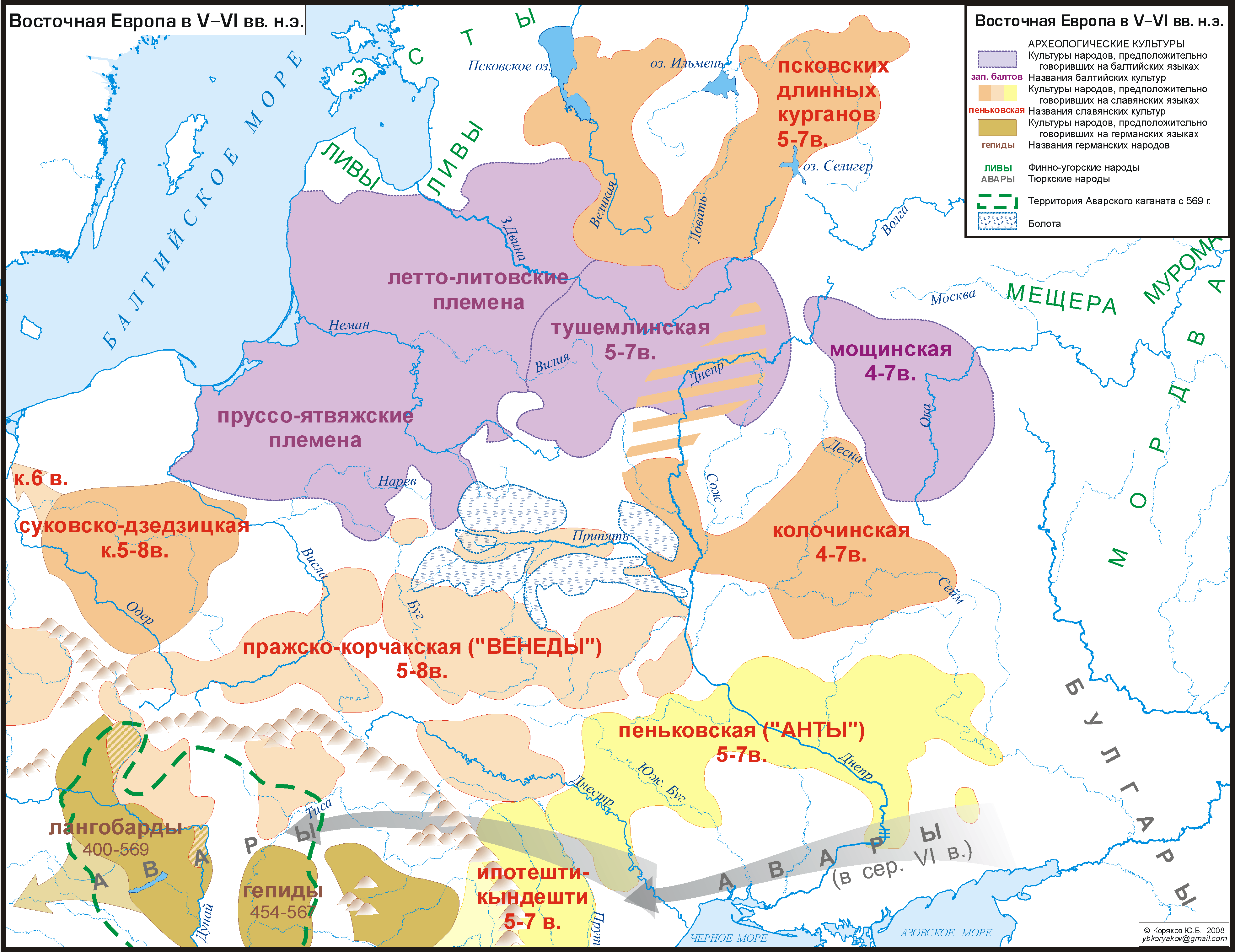
Die Tuschemlja-Kultur (im großen lila Gebiet der östliche Teil)

Die Tuschemlja-Kultur oder Tuschemlja-Banzerow-Kultur (russisch Тушемлинская культура oder Тушемлинская-банцеровская культура) war eine archäologische Kultur der späten Eisenzeit vom 4. bis 7. Jahrhundert im Gebiet des heutigen Belarus und des westlichen Russlands.
Sie folgt auf die Dnjepr-Dwina-Kultur und weist Einflüsse der Strichkeramikkultur und der Kiewer Kultur auf.

## Verbreitungsgebiet
Das Verbreitungsgebiet lag in der heutigen belarussischen Oblast Mahiljou und Minsk sowie der russischen Oblast Smolensk. Die Kultur ist benannt nach der Wallanlage Tuschemlja am Fluss Tuschemlja beim Dorf Mokrjadino in der Oblast Smolensk sowie der Wallanlage im Dorf Banzerowschtschina bei Minsk.
Das Gebiet entspricht etwa dem spätestens für das 9. Jahrhundert bezeugten Siedlungsgebiet des Stammes der slawischen (oder baltischen) Kriwitschen.

## Siedlungen
Neben einfachen Siedlungen fanden sich auch Fluchtsiedlungen, die offenbar später durch Feuer zerstört wurden.

## Wirtschaft
Wichtiges Material war Eisen. Es fanden sich Schwerter von verschiedenen Formen, Äxte, Messer mit geraden Klingen, Pfeile u. a.

## Forschungsgeschichte
In den 1950er Jahren wurde die Kultur entdeckt, in den 1960er Jahren erkannte A. G. Mitrofonow die Gemeinsamkeiten der Tuschemlja- und der Banzerow-Kultur.